# Canadian Open 1964
Die Canada Open 1964 im Badminton fanden Anfang April 1964 in Toronto statt. Die Titelkämpfe waren in diesem Jahr sowohl die nationalen als auch die internationalen Meisterschaften Kanadas. Im Gegensatz zu den Jahren von 1957 bis 1961 wurden dieses Mal jedoch separate Wertungen für kanadische Sportler zur Ermittlung des kanadischen Meisters durchgeführt. Diese Maßnahme war jedoch nur im Herreneinzel und im Herrendoppel erforderlich, da in den anderen drei Disziplinen kanadische Spieler siegten.

## Die Sieger
| Veranstaltung        | Herreneinzel                | Dameneinzel | Herrendoppel                  | Damendoppel                   | Mixed                        |
| -------------------- | --------------------------- | ----------- | ----------------------------- | ----------------------------- | ---------------------------- |
| Open Championships   | Channarong Ratanaseangsuang | Jean Miller | Eiichi Nagai Eiichi Sakai     | Marjory Shedd Dorothy Tinline | James Carnwath Marjory Shedd |
| Closed Championships | Wayne Macdonnell            | Jean Miller | Rolf Paterson Edward Paterson | Marjory Shedd Dorothy Tinline | James Carnwath Marjory Shedd |

## Finalergebnisse
| Disziplin               | Sieger                        | Finalist                        | Ergebnis          |
| ----------------------- | ----------------------------- | ------------------------------- | ----------------- |
| Herreneinzel            | Channarong Ratanaseangsuang   | Yoshio Komiya                   | 15-9, 15-1        |
| Dameneinzel             | Jean Miller                   | Sharon Whittaker                | 6-11, 11-5, 11-5  |
| Herrendoppel            | Eiichi Nagai Eiichi Sakai     | Yoshio Komiya Yoshinori Itagaki | 15-7, 15-13       |
| Damendoppel             | Marjory Shedd Dorothy Tinline | Jean Miller Bev Chittick        | 17-14, 15-4       |
| Mixed                   | James Carnwath Marjory Shedd  | Eiichi Nagai Dorothy Tinline    | 15-4, 15-5        |
| Herreneinzel (Junioren) | Jamie Paulson                 | Yves Paré                       | 9-15, 15-13, 15-6 |
| Dameneinzel (Junioren)  | Alison Daysmith               | Ann MacDiarmid                  | 11-5, 12-9        |